# Вашина, Елена Игоревна
Елена Игоревна Вашина (до 2014 — Будылина; род. 4 апреля 1988, Москва) — российская волейболистка, связующая.

## Биография
Начала заниматься волейболом в 10-летнем возрасте в московской ДЮСШ «Динамо». 1-й тренер — Н.В.Сивова. В 2004 заключила свой первый профессиональный контракт с вновь образованным клубом «Динамо» (Московская область) и на протяжении двух сезонов играла за дубль клубной команды. В 2006—2008 выступала уже за основную команду клуба, сменившую название на «Динамо-Янтарь» и получившую прописку в Калининграде. После 2008 года играла за российские команды «Динамо»-РГСУ (Москва), «Обнинск», «Тюмень-ТюмГУ», «Сахалин», «Луч», а также за израильские «Хапоэль-Ирони», «Маккаби-Мосинзон», «Маккаби» из Хайфы и турецкую «Гюмюшхане-Генчлербирлиги».
После возвращения из Израиля в 2021 году завершила игровую карьеру, но в 2023 вернулась в волейбол, заключив контракт с «Липецком». В 2024—2025 — игрок саратовского «Протона», после чего завершила игровую карьеру. 

### Клубная карьера
- 2004—2006 —  «Динамо»-2 (Московская область);
- 2006—2008 —  «Динамо-Янтарь» (Калининград);
- 2008—2009 —  «Динамо»-РГСУ (Москва);
- 2009—2010 —  «Обнинск» (Обнинск);
- 2010—2014 —  «Тюмень-ТюмГУ» (Тюмень);
- 2014—2015 —  «Хапоэль-Ирони» (Кирьят-Ата);
- 2015—2016 —  «Сахалин» (Южно-Сахалинск);
- 2016—2017 —  «Гюмюшхане- Генчлербирлиги» (Гюмюшхане);
- 2018—2019 —  «Луч» (Москва);
- 2019—2020 —  «Маккаби-Мосинзон» (Ход-ха-Шарон);
- 2020—2021 —  «Маккаби» (Хайфа);
- 2023—2024 —  «Липецк» (Липецк);
- 2024—2025 —  «Протон» (Саратов).

## Достижения
- победитель (2016) и серебряный призёр (2011) чемпионатов России среди команд высшей лиги «А».
- двукратный серебряный призёр розыгрышей Кубка Сибири и Дальнего Востока — 2012, 2015.
- серебряный призёр розыгрыша Кубка Израиля 2021.